# جليوخيبا
جليوخيبا أو جيلوخيبا أو كليوهيبا باللغة الحورية أو كيرجيبا باللغة المصرية، هي ابنة شوتارنا الثاني، ملك ميتاني، وشقيقة توشراتا (ملك ميتاني) وبيرياوازا وأرتاشومارا.

## حياتها
لأسباب سياسية أُرسلت جليوخيبا إلى مصر لتتزوج من الملك أمنحتب الثالث، وأصدر الملك المصري عددا خاصا من الجعارين التذكارية بمناسبة زواجه من جليوخيبا في العام العاشر من عهده، حيث سجل أن الأميرة كانت مصحوبة بـ 317 غادة حسناء من غواني القصر الملكي الميتاني. وأصبحت جليوخيبا تعرف بلقب "زوجة الملك الثانوية"، بمعنى أنها كانت في مرتبة ثانية نسبة للزوجة الملكية العظيمة تيي ، الزوجة الرئيسية للملك أمنحتب الثالث، ولم تحمل قط لقب الملكة لأنها أجنبية، وقد ذكر أمنحتب على الجعران اسم زوجته الرئيسية الملكة تيي وأسماء والديها كذلك.
وبعد ستة وعشرين عاما، أصبحت ابنة أخيها تدوخيبا زوجة لأمنحتب كذلك لكنه توفي بعد وقت قصير من وصولها لمصر.